# Magyar Filmdíj a legjobb vágónak (televíziós sorozat)
A Magyar Filmdíj a legjobb vágónak (televíziós sorozat) elismerés a 2014-ben alapított Magyar Filmdíjak egyike, amelyet a Magyar Filmakadémia (MFA) tagjainak szavazata alapján 2019 óta ítélnek oda egy-egy év magyar filmtermése valamely televíziós sorozata legjobbnak ítélt vágójának.
A díjra történő jelölés nem automatikus; arra azon sorozatok alkotói jöhetnek számításba, amelyeket beneveztek a „legjobb televíziós sorozat” kategóriába. Nevezni az előző év január 1. és december 31. között televíziós sugárzásba került az alkotók által kiválasztott egy epizód.
A jelölés és kiválasztás rendszerét a Filmakadémia 2018-as közgyűlése határozta meg. A televíziós alkotások nevezési és regisztrációs határidejét év elején közli az MFA. A Magyar Filmhét versenyprogramjába került sorozatok alkotói közül a díjra érdemesnek tartott vágót az Akadémia tagjai egykörös titkos szavazással választják ki.
Az ünnepélyes díjátadóra Budapesten, a Magyar Filmhetet lezáró televíziós gálán kerül sor minden év elején.

## Díjazottak
| Év (Gála) | Díjazottak                                         | Megjegyzés |
| --------- | -------------------------------------------------- | ---------- |
| 2019 (4.) | Kiss Wanda – Aranyélet 3. évad (4. rész – Vakfolt) | [ 4 ]      |